# Kammerstein (Adelsgeschlecht)

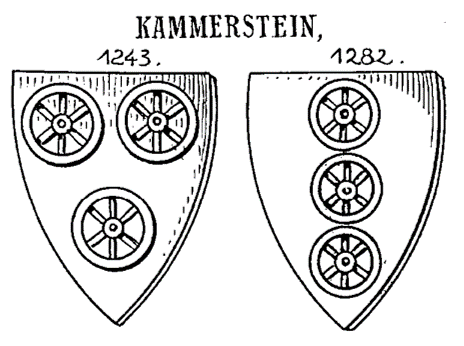
Wappen derer von Kammerstein in Siebmachers Wappenbuch

Kammerstein ist der Name eines erloschenen fränkischen Adelsgeschlechts, benannt nach Burg Kammerstein bei Kammerstein in Mittelfranken.

## Geschichte
Mehrere Familienmitglieder trugen den Vornamen Ramung(us). Sie waren im 13. Jahrhundert Reichsministeriale von Kammerstein. Der seltene Name Ramungus könnte vom mittelhochdeutschen ramung kommen, was stark, kräftig bedeutet.
Insgesamt gab es vier „Ramungen“:
- Ramungus I. († 1260)
- Sein Sohn Ramungus II. († 1292)
- Dessen Enkel Ramungus III. Schwarzbart zu Kammerstein († 1306)
- Ramung IV. († 1313), Sohn des Ramungus III

### Ramungus I.

#### Erste Erwähnung
Ramungus I. war ein Reichsministerialer des Königs Friedrich II.  Er wurde zum ersten Mal als „Ramugus von Schwabach“ als Zeuge auf einer Urkunde Friedrichs II. in Nürnberg erwähnt. Als 1212 die Schwabacher Kirche St. Martin an das Kloster Ebrach fiel, übernahm ein Magister aus Ebrach die Geschäfte auf dem Königshof. Der königliche Ministeriale Ramungus wurde vermutlich aus Schwabach abgezogen.

#### Bau der Reichsveste
Vermutlich fiel in diese Zeit der Baubeschluss des Königs Friedrich II. für eine Burg auf dem Ausläufer des Heidenberges, einer südlich Schwabachs gelegenen Erhebung. Strategisch war der „Kühberg“, auf dem das heutige Kammerstein liegt, ein günstiger Standort für eine Reichsburg. Er liegt in direkter Sichtlinie zur Nürnberger Burg, der Burg Abenberg im Süden und der Burg Wernfels im Südwesten. Von Nürnberg verlief damals die Reichsstraße nach Ulm, die sogenannte Burgunderstraße, über den Königshof Schwabach und weiter über einen Pass am Heidenberg Richtung Wernfels. Der König konnte so vor allem militärische Präsenz im Schwabacher Raum und an den wichtigen Reichsstraßen behalten. Neben der Reichsstraße nach Ulm, die im weiteren Verlauf nach Frankreich ins Burgund führte, bündelten sich in Schwabach auch die Reichsstraße nach Augsburg und damit nach Italien – die Italienstraße – und eine angenommene dritte Reichsstraße Richtung Westen. Alle drei Straßen wurden von der späteren Kammersteiner Burg kontrolliert. So deutet man die drei Räder im Wappen des Ramungus.
1219 wurde Ramungus als Zeuge einer Urkunde König Friedrichs II. in Nürnberg erwähnt. Ins Jahr 1223 fiel dann die dafür entscheidende Erwähnung auf einer Urkunde auf der Synode zu Eichstätt als „Ramungus miles olim de Svabahc“ (Ramungus Ritter ehemals zu Schwabach). Der angenommene Wohnsitz könnte zu dieser Zeit die bereits im Bau befindliche Burg in Kammerstein sein, denn 1235 nannte er sich „Ramungus de Camerstain, miles olim de Svabahc“. Die Reichsveste Kammerstein scheint zu diesem Zeitpunkt fertig, bzw. weit vorangeschritten zu sein. Der Name Kammerstein wird als „Burg (Stein) der Reichskammer“ gedeutet.

#### Der Aufstieg
Bei der Königswahl des damals achtjährigen Konrads IV. in Wien, im Februar 1237, wurde Ramungus wieder unter den Zeugen erwähnt. Er begleitete Kaiser Friedrich II. nach Augsburg. Bei dessen folgendem Italienfeldzug blieb Ramungus in Deutschland als Rat und Schutz für den Kaisersohn König Konrad IV. 1241 zog Ramungus mit Konrad IV. nach Weiden. Dort wird er 1242 zum „iudex provincialis de Egra“ – Landrichter der Freien Reichsstadt Eger – ernannt. Die Urkunden von Avezzano bestätigen die Ernennung. Er wurde damit ranggleich mit dem hohen Amt des Nürnberger Reichsbutigler – Reichsmundschenkes.
Ramungus von Kammerstein und der Nürnberger Reichsbutigler Marquard wurden 1243 beauftragt, Reichsgüter zurückzugewinnen. Im kaiserlichen Auftrag schlichtete Ramungus I. einen Rechtsstreit zwischen dem Kloster Waldsassen und Heinrich von Limpach.
Aus dem Jahr 1246 stammt das älteste erhaltene Siegel des Geschlechtes, ein Reitersiegel, das Ramungus als Ritter mit Wappenschild, ohne Helm oder erkennbare Rüstung, auf einem galoppierenden Schlachtross zeigt. 1260 starb Ramungus, sein geschätztes Alter liegt bei 70 Jahren.

### Ramungus II.
Ramungus II., Sohn des ersten Ramungus, trat wohl 1259 die Nachfolge an. Er wurde als Ramungus II. Zeuge einer burggräflichen Urkunde. 1261 verzichtete er auf Vogteirechte in Nemsdorf. 1266 übertrug er dem Kloster Heilsbronn ein Fischwasser bei Leuzdorf als Seelgerät. 1270 wurde Ramungus II. in einer Urkunde „ministerialis imperii“ genannt. Daraus zeigt sich, dass er zugleich Reichs- und burggräflicher Ministerialer war. 1273 übergab Ramungus II. dem Regensburger Katharinenspital Güter für zugefügten Schaden. War bis dato von den Ramungen kein militärisches Vorgehen verbürgt, könnten aus dieser Urkunde Brandschatzungen angenommen werden.
Nach Beendigung des Interregnums durch die Wahl Rudolfs von Habsburg 1273 zum deutschen König machte Ramungus II. auch kaiserliche Karriere. Er bemühte sich um die Wiedergewinnung des entfremdeten Reichsguts um Schwabach einschließlich der Ebracher Güter, was schließlich zu deren Wiederankauf für das Reich führte. 1288 ließ er ein neues Siegel anfertigen. Der Siegelzusatz lautete seitdem „Getrewer umb das Reich“: Siegel von Ramungus des Alten von Camerstain des Getreuen um das Reich, eine Ehrenbezeichnung, die er sich vermutlich durch Rückgewinnung der kaiserlichen Güter in Schwabach erworben hatte. Das Siegel zeigt Ramungus II. mit Topfhelm, Wappenschild und gezogenem Schwert auf einem galoppierenden Schlachtross mit Schabracke. Die letzte Urkunde des Ramungus II. stammt aus dem Jahr 1294.

### Die Erben
Ramungus II. hinterließ keinen erbberechtigten Sohn. Seine Tochter Jutta heiratete den Ritter Sifridus Swarzbart, der sich künftig von Kammerstein nannte. Aus dieser Verbindung gingen Ramungus III., Siegfried, Konrad und Ludwig Schwarzbart von Kammerstein hervor. Ludwig wurde 1292 Chorherr am Regensburger Dom.
Die Burg Kammerstein fiel an das Reich zurück und wurde 1299, zusammen mit Schwabach, an Graf Emicho von Nassau verpfändet, dessen Familie die Besitzungen 1364 an die Burggrafen von Nürnberg verkaufte.
Bayernherzog Ludwig II. übertrug Ramungus III. einige Güter zurück (unter anderem Leuzdorf). An Ramung IV. von Kammerstein gingen nach dem Tod seines Vaters, Ramungus III., 1306 die vom Nürnberger Burggrafen stammenden Lehen über. Er fiel vermutlich 1313 auf dem Schlachtfeld von Gammelsdorf, wo er nachweislich im Heer von Herzog Ludwig dem Bayern kämpfte. Ramungs Einheit, die Reiter Konrad II. von Schlüsselbergs, entschieden die Schlacht zugunsten Ludwigs. Ramungs Verwandter, Siegfried der Schwepfermann, wurde in dieser Schlacht wegen besonderer Auszeichnung im Kampf erwähnt und mit dem Pfand an Schloss Grünsberg belohnt.
Damir war die Ära der Ramungen in Kammerstein vorüber.

## Wappen
Blasonierung: Im Schild drei (2:1 oder pfahlweise gestellte) Räder. Die Räder stehen für die durch den Heidenberg verlaufenden Reichsstraßen.
Darüber hinaus sind weitere Wappenvarianten überliefert. So etwas ein von Gold und Blau mit drei Spitzen geteilter Schild. Oder auch: Von Silber und Schwarz gespalten, vorne ein oben gezinnter roter Balken, hinten ein halber goldener Adler. Auf dem Helm mit schwarz-silbernen Decken ein schwarzer und ein goldener Flügel.

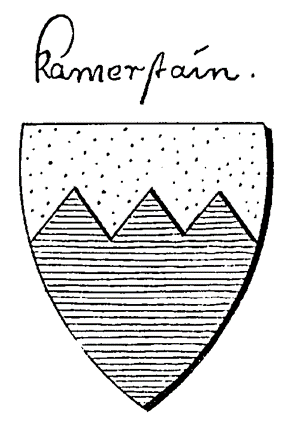
Wappenvariante derer von Kammerstein (Kamerstain)
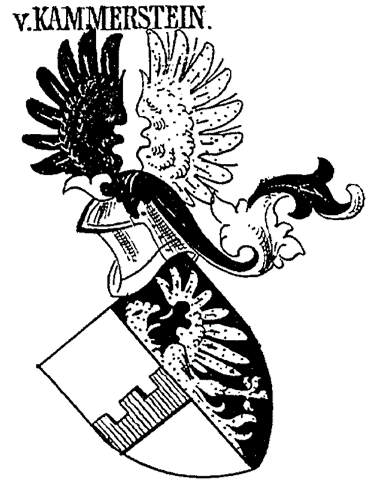
Wappenvariante derer von Kammerstein
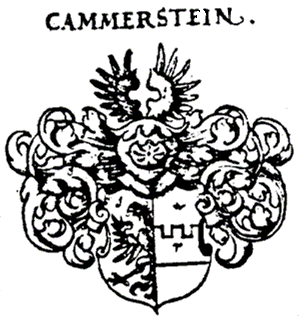
Wappenvariante derer von Kammerstein (Cammerstein)